# Diagrama termodinàmic
Els diagrames termodinàmics són diagrames que utilitzen els científics i enginyers per representar els estats termodinàmics d'un material o substància (normalment un fluid) i les conseqüències de manipular-lo. Per exemple, un diagrama temperatura-entropia (diagrama T-S) es pot fer servir per demostrar el comportament d'un fluid sota l'acció d'un compressor.

## Tipus de diagrames
Alguns diagrames de propòsit general són els següents:
- Diagrama P-V
- Diagrama T-s
- Diagrama H-S (diagrama de Mollier)
- Diagrama psicromètric
- Corba de refredament
- Corba de saturació de vapor

Pel que fa específicament als serveix meteorològics, els tres principals diagrames són:
- Diagrama Skew-T log-P
- Tefigrama
- Emagrama

Un diagrama que no és estrictament termodinàmic però que és àmpliament usat en l'educació a causa de la seva simple construcció és el diagrama de Stüve.